# Raúl Córdoba
Raúl Córdoba Alcalá (León (México), 13 de março de 1924 – 17 de maio de 2017) foi um futebolista mexicano que atuava como goleiro.

## Carreira
Raúl Córdoba fez parte do elenco da Seleção Mexicana de Futebol, na Copa de 1950.